# نور الحق قدري
نور الحق قدري سياسي باكستاني يشغل منصب الوزير الاتحادي الحالي للشؤون الدينية والتسامح بين الأديان منذ 20 أغسطس 2018. وهو عضو في المجلس الوطني الباكستاني منذ أغسطس 2018. وكان سابقًا عضوًا في المجلس الوطني الباكستاني من 2002 إلى 2013.